# Lesene cerkve Karpatske regije na Poljskem in v Ukrajini
Lesene Cerkve v Karpatski regiji na Poljskem in v Ukrajini (poljsko Drewniane cerkwie regionu karpackiego w Polsce i na Ukrainie; ukrajinsko Дерев'яні церкви карпатського регіону Польщі і України, latinizirano: Derevjani cerkvy karpats'kogo regionu Pol'šči i Ukrajiny) so skupina lesenih pravoslavnih (in nekaterih vzhodnokatoliških) cerkva (церкви, cerkvy) na Poljskem in v Ukrajini, ki so bile leta 2013 vpisane na Unescov seznam svetovne dediščine, ki pojasnjuje:
»iz vodoravnih lesenih brun med 16. in 19. stoletjem zgradile skupnosti pravoslavne in grkokatoliške vere. Cerkve pričajo o posebni gradbeni tradiciji, ki je zakoreninjena v pravoslavnem cerkvenem oblikovanju, prepletenem z elementi lokalne tradicije in simboličnimi referencami na kozmogonijo njihovih skupnosti. — Center svetovne dediščine«.

## Seznam
| Slika | Ime (poljsko/ukrajinsko)                                                                                             | Vas | Posebnosti |
| ----- | --- | --- | --- |
|       | Cerkev svete Paraskeve Św. Paraskewy Св. Параскеви                                                                   | Poljska Radruż 50°10′35″N 23°24′3″E / 50.17639°N 23.40083°E Podkarpatsko vojvodstvo                                        | Cerkev svete Paraskeve, danes muzej kulture obmejnih območij vzhodne Poljske                                          |
|       | Cerkev Rojstva Blažene Device Marije Narodzenia Przenajświętszej Bogurodzicy Різдва Пресвятої Богородиці             | Poljska Chotyniec 49°57′10″N 23°0′10″E / 49.95278°N 23.00278°E Podkarpatsko vojvodstvo                                     | Cerkev Rojstva Blažene Device Marije (ukrajinska grškokatoliška)                                                      |
|       | Cerkev nadangela Mihaela (Smolnik) Cerkiew św. Michała Archanioła (Smolnik) Архангела Михаїла                        | Poljska Smolnik 49°12′34″N 22°41′16″E / 49.20944°N 22.68778°E Podkarpatsko vojvodstvo                                      | Cerkev nadangela Mihaela (ukrajinska grkokatoliška)                                                                   |
|       | Cerkev nadangela Mihaela (Turzańsk) Cerkiew św. Michała Archanioła (Turzańsk) Архангела Михаїла                      | Poljska Turzańsk 49°22′9″N 22°7′44″E / 49.36917°N 22.12889°E Podkarpatsko vojvodstvo                                       | Cerkev nadangela Mihaela (ukrajinska grkokatoliška)                                                                   |
|       | Cerkev sv. Jakoba Św. Jakuba св. Якова                                                                               | Poljska Povroźnik 49°22′11″N 20°57′1.5″E / 49.36972°N 20.950417°E Malopoljsko vojvodstvo                                   | Jakobova cerkev (prvotno ukrajinska grkokatoliška, od "Operacije Visla" cerkev z latinskim obredom)                   |
|       | Cerkev Najsvetejše Marije, Owczary Opieki Matki Bożej Покрови Пресвятої Богородиці                                   | Poljska Owczary 49°35′19″N 21°11′28″E / 49.58861°N 21.19111°E Malopoljsko vojvodstvo                                       | Cerkev skrbi Blažene Device Marije (prvotno ukrajinska grškokatoliška, od operacije "Visla" cerkev latinskega obreda) |
|       | Cerkev svete Paraskeve (Kviatoń) Cerkiew św. Paraskewy (Kwiatoń) Св. Параскеви                                       | Poljska Kviatoń 49°30′4.8″N 21°10′21.66″E / 49.501333°N 21.1726833°Eref name="Koordinaten UNESCO"/> Malopoljsko vojvodstvo | Cerkev svete Parasekeve (prvotno ukrajinska grškokatoliška, od "Operacije Visla" cerkev z latinskim obredom)          |
|       | Cerkev nadangela Mihaela Św. Michała Archanioła Архангела Михаїла                                                    | Poljska Brunary 49°32′2″N 21°01′56″E / 49.53389°N 21.03222°E Malopoljsko vojvodstvo                                        | Cerkev nadangela Mihaela (prvotno ukrajinska grškokatoliška, od "Operacije Visla" cerkev z latinskim obredom)         |
|       | Cerkev Svetega Duha (Potelič) Св. Духа Św. Ducha                                                                     | Ukrajina Potelič 50°12′31″N 23°33′03″E / 50.20861°N 23.55083°E Lvovska oblast                                              | Cerkev Svetega Duha (binkoštna) (grška pravoslavna)                                                                   |
|       | Cerkev sv. Demetrija (Matkiv) Церква Св. Дмитра (Собору Пресвятої Богородиці) Św. Dymitra (Najświętszej Bogurodzicy) | Ukrajina Matkiv 48°54′55.7″N 23°6′32″E / 48.915472°N 23.10889°E Lvovska oblast                                             | Cerkev sv. Demetrija (grkokatoliška)                                                                                  |
|       | Cerkev sv. Trojice (Šovkva) святої Трійці Św. Trójcy                                                                 | Ukrajina Šovkva 50°3′19″N 23°58′55″E / 50.05528°N 23.98194°E Lvovska oblast                                                | Cerkev sv. Trojice (grkokatoliška)                                                                                    |
|       | Cerkev sv. Jurija (Drogobič) Св. Юра Św. Jerzego                                                                     | Ukrajina Drogobič 49°20′51.8″N 23°29′58.8″E / 49.347722°N 23.499667°E Lvovska oblast                                       | Cerkev sv. Jurija (grška pravoslavna)                                                                                 |
|       | Cerkev Svetega Duha (Rogatin) Св. Духа Św. Ducha                                                                     | Ukrajina Rogatin 49°24′37″N 24°36′10″E / 49.41028°N 24.60278°E Ivano-Frankivska oblast                                     | Cerkev Svetega Duha (Binkoštna cerkev)(grška pravoslavna)                                                             |
|       | Cerkev Marijinega rojstva (Nižni Verbiž) Різдва Пресвятої Богородиці Narodzenia Przenajświętszej Bogurodzicy         | Ukrajina Nižni Verbiž 48°29′55″N 25°0′41″E / 48.49861°N 25.01139°E Ivano-Frankivska oblast                                 | Cerkev Marijinega rojstva (grška pravoslavna)                                                                         |
|       | Cerkev Gospodovega vstajenja (Jasinja) Вознесіння Господнього Wniebowstąpienia Pańskiego                             | Ukrajina Jasinja 48°16′30″N 24°21′11″E / 48.27500°N 24.35306°E Zakarpatska oblast                                          | Cerkev Gospodovega vstajenja (grško pravoslavna)?/(Rutenska grkokatoliška)                                            |
|       | Cerkev nadangela Mihaela (Ušok) Архангела Михаїла Św. Michała Archanioła                                             | Ukrajina Ušok 48°59′1.54″N 22°51′15.6″E / 48.9837611°N 22.854333°E Zakarpatska oblast                                      | Cerkev nadangela Mihaela (Ukrajinska pravoslavna cerkev Moskovskega patriarhata)                                      |